# Kölnische Rundschau
 (décembre 2023).
Si vous disposez d'ouvrages ou d'articles de référence ou si vous connaissez des sites web de qualité traitant du thème abordé ici, merci de compléter l'article en donnant les références utiles à sa vérifiabilité et en les liant à la section « Notes et références ».
La Kölnische Rundschau  est un journal quotidien allemand local publié à Cologne, dans le Land de Rhénanie-du-Nord-Westphalie.

## Histoire
La Kölnische Rundschau est fondée par le journaliste et homme politique local Reinhold Heinen et paraît pour la première fois le 19 mars 1946. Heinen, qui fut emprisonné pendant quatre ans dans le camp de concentration de Sachsenhausen à l'époque nazie, reçoit, avec d'autres titulaires d'une licence, de la puissance occupante britannique l'autorisation de publier un journal proche de la CDU, mais elle ne l'accepte qu'après s'être assuré de son indépendance journalistique. Cela conduit à des conflits constants avec Konrad Adenauer au cours des deux décennies suivantes. L'un des cofondateurs est l'avocat et homme politique Hugo Mönnig. En 1948, une tentative de création d'une édition nationale sous le nom d’Allgemeine Kölnische Rundschau commence, son échec aboutit à une perte de deux millions de marks lorsque ce journal est arrêté en 1950. En 1952, le journal traditionnel Bergische Landeszeitung (Bergisch Gladbach), fondé en 1890, est repris par Joh. Heider Verlag, puis l’Oberbergische Volkszeitung en 1955. Après la mort du fondateur du journal Reinhold Heinen en 1969, son gendre adoptif Heinrich Heinen (1921-2008) devient l'unique rédacteur en chef de la Rundschau.
En octobre 1949, Kurt Neven DuMont, alors concurrent, est à nouveau autorisé à publier le Kölner Stadt-Anzeiger. Le conflit journalistique et économique initialement violent entre les deux maisons d'édition est remplacé par une coopération croissante depuis les années 1980. En 1982, DuMont prend une participation dans Heinen-Verlag. Même après que DuMont reprend les droits d'édition en 1999, l'équipe éditoriale reste indépendante. Depuis le 8 mai 2000, l'éditeur est Helmut Heinen, petit-fils du fondateur et ancien président de l'Association fédérale des éditeurs de journaux allemands.

## Éditions locales
La Kölnische Rundschau dispose de rédactions locales qui publient huit versions différentes, chacune avec une section locale différente. L'édition de l'arrondissement d'Ahrweiler, la Rhein-Ahr-Rundschau, s'arrête le 1er mai 2005. Dans l'arrondissement du Haut-Berg, elle était déjà leader du marché avant le retrait de la rédaction locale du Kölner Stadt-Anzeiger (même si cela était masqué par l'engagement de coopération des entreprises). En 2014, les rédactions locales de la Kölnische Rundschau et du Kölner Stadt-Anzeiger sont confiées à une société externe et produisent du contenu pour les deux journaux. Il n'existe encore de rédactions locales indépendantes qu'à Cologne, Leverkusen et Bonn.
La Kölnische Rundschau et ses journaux frères sont distribués dans les villes et arrondissements suivants :
- Cologne (Kölnische Rundschau)
- Bonn (Bonner Rundschau)
- Arrondissement de Rhin-Erft (Rhein-Erft-Rundschau avec un total de trois éditions)
- Arrondissement de Rhin-Sieg (Rhein-Sieg Rundschau)
- Arrondissement de Rhin-Berg (Bergische Landeszeitung)
- Arrondissement du Haut-Berg (deux éditions : Bergische Landeszeitung, Oberbergische Volkszeitung)
- Euskirchen (Kölnische Rundschau)
- Wipperfürth/Lindlar (Kölnische Rundschau)